# Carísios (orador)
Carísios (llatí: Charisius, grec antic: Χαρίσιος, Kharísios) fou un orador grec contemporani de Demòstenes, que va escriure discursos per a altres oradors en els que imitava l'estil de Lísies. Al seu torn va ser imitat per Hegèsies de Magnèsia, segons explica Ciceró.
Els seus discursos existien encara en temps de Quintilià i de Rutili Llop, que diuen que eren de molt de mèrit, i que alguns autors han atribuït a Menandre de Laodicea. Rutili Llop ha conservat dos extractes de la seva obra.